# Powiat Bützow

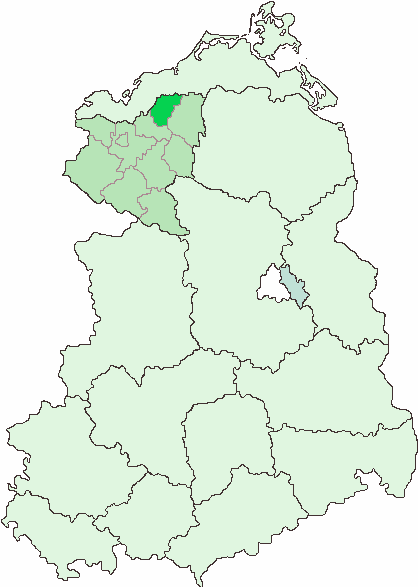
Położenie w okręgu Schwerin

Powiat Bützow, niem. Kreis Bützow, od 1990 Landkreis Bützow – powiat w okręgu Schwerin w NRD zlikwidowany w 1994. Siedzibą władz był Bützow. W 1990 powiat dzielił się na 37 gmin, w tym miasta Bützow i Schwaan i gminy Baumgarten, Benitz i Penzin. Powierzchnia: 502 km².
Obecnie istnieje Urząd Bützow Land.